# Ständischer Zentralausschuss
Der ständische Zentralausschuss war ein gemeinsames Zusammentreten von Vertretern der Landstände der deutschen Teile des Kaisertums Österreich im April 1848 als verfassungsberatende Versammlung. Die erarbeiteten Verfassungs- und Gesetzesentwürfe waren nicht weitgehend genug und wurden im weiteren Verlauf der Revolution ersetzt.

## Geschichte
In den meisten Teilen der Habsburgermonarchie bestanden im HRR Landstände. Diese hatten an Bedeutung stark verloren, waren aber nie aufgelöst worden. Artikel 13 der Bundesakte verpflichtete die Staaten des Deutschen Bundes, Verfassungen zu erlassen und einen ständischen Landtag einzurichten. Im Kaisertum Österreich kam man dieser Pflicht nicht nach und verwies stattdessen auf die weiterbestehenden Landstände der einzelnen Provinzen. Dies war auch der Problematik geschuldet, dass ja nur die deutschen Teile des Kaisertums Teil des Deutschen Bundes waren, eine gesonderte Behandlung dieser Teile in Bezug auf eine ständische Vertretung, Konflikte mit sich bringen konnte.
Die Revolution von 1848/1849 im Kaisertum Österreich änderte die Situation drastisch. Am 13. März 1848 wies ein kaiserliches Kabinettsschreiben die Landstände der deutschen Landesteile an, sich zu versammeln und Vertreter eines ständischen Zentralausschusses zu wählen. Je Stand sollten die Landstände jeder Provinz einen Vertreter wählen, jede Provinz sollte daher vier Vertreter nach Wien entsenden. Die Idee hatte Ähnlichkeit mit dem preußischen Vorgehen. Dort war ebenfalls kein landesweites Parlament geschaffen worden, aber die Provinziallandtage zu einer gemeinsamen Sitzung, dem Ersten Vereinigten Landtag, zusammengerufen worden.
Die Regierung war sich jedoch nicht einig über den besten Weg zu einer Verfassung. Ob eine Umsetzung per Oktroy, einer verfassungsgebenden Versammlung oder eben einer Erarbeitung durch die Stände wurde kontrovers diskutiert. Mit Reskript vom 18. März forderte der Kaiser die Stände auf, beratend tätig zu werden.

## Die Beratungen des ständischen Zentralausschusses
Der Landtagsmarschall der niederösterreichischen Stände, Albert Graf Montecuccoli lud am 28. März die Vertreter der Stände von Oberösterreich, Böhmen, Mähren und Schlesien, Galizien, Steiermark, Tirol, Krain, Kärnten und den schlesischen Ständekonvent zu einem Zusammenkommen ab dem 10. April ein. Mit den Einladungen an Oberösterreich und Galizien waren auch Salzburg und die Bukowina abgedeckt. Vorarlberg, Görz, Triest, Istrien und Dalmatien waren nicht eingeladen.
Die Einladung hatte den Charakter einer Initiative der Stände. Damit war die Regierung aus der Verantwortung und die Frage nach dem Weg der Verfassung konnte zunächst offen bleiben. Aufgrund der revolutionären Dringlichkeit kündigte die Einladung an, dass die niederösterreichischen Vertreter bereits mit Vorbereitungen begonnen hatten.
Bis auf Böhmen äußerten sich alle Stände positiv. Letztlich waren zunächst neun und ab der 5 Sitzung zehn (Triest war hinzugekommen) Ständevertreter anwesend. Die gewählten Vertreter trafen sich vom 10. April bis zum 17. April und berieten sich in sechs Sitzungen.
Der ständische Zentralausschuss beriet Entwürfe
- einer Reichsverfassung
- einer Verfassung
- einer Gemeindeordnung
- eines Gesetzes zur Ablösung der Grundlasten und des Robots

## Weitere Entwicklung
Die Regierung entschied sich, den Verfassungsentwurf des ständischen Zentralausschusses am 25. April 1848 als Pillersdorfsche Verfassung als Oktry zu erlassen. Die Verfassung wurde als zu wenig liberal kritisiert und sie war daher nicht geeignet, die revolutionäre Stimmung zu beruhigen. Am 15. Mai 1848 wurde die Pillersdorfsche Verfassung daher zum Provisorium erklärt und ein Reichstag als verfassungsgebende Versammlung gewählt. Auch dessen Kremsierer Entwurf einer Verfassung war nicht erfolgreich, letztlich entstand die Oktroyierte Märzverfassung.

## Mitglieder
| Name                              | Provinz          | Anmerkung                     |
| --------------------------------- | ---------------- | ----------------------------- |
| Albert Graf Montecuccoli          | Niederösterreich | Landtagsmarschall             |
| Andreas Freiherr von Stifft       | Niederösterreich |                               |
| Georg Ritter von Mitis            | Niederösterreich |                               |
| Dr. Anton Hye                     | Niederösterreich |                               |
| Dr. Joh. Kaspar Seiller           | Niederösterreich |                               |
| August Graf Breuner               | Niederösterreich |                               |
| Karl Ritter von Kleyle            | Niederösterreich |                               |
| Anton Freiherr von Dobelhoff      | Niederösterreich |                               |
| Dr. Alexander Bach                | Niederösterreich |                               |
| Franz Forster                     | Oberösterreich   | Stadtsyndikus von Vöcklabrunn |
| Anton Ritter von Spaun            | Oberösterreich   |                               |
| Dr. Karl Wiser                    | Oberösterreich   |                               |
| Joh. Nep. Freiherr von Stiebar    | Oberösterreich   |                               |
| Mathias Gschnitzer                | Salzburg         | Bürgermeister von Salzburg    |
| Dr. Max von Tarnoczy              | Salzburg         |                               |
| Dr. Aloys Fischer                 | Salzburg         |                               |
| Wilhelm Graf Kuenburg             | Salzburg         |                               |
| Alois Nord                        | Steiermark       | Magistratsrat                 |
| Ignatz Graf Attems                | Steiermark       |                               |
| Karl Graf Gleispach               | Steiermark       |                               |
| Dr. Anton von Wasserfall          | Steiermark       |                               |
| Franz Ritter von Kalchberg        | Steiermark       |                               |
| Wolfgang Graf Stubenberg          | Steiermark       |                               |
| Georg Graf Stockau                | Mähren           |                               |
| Dr. Josef Stella                  | Mähren           |                               |
| Dr. Franz Mandelblüh              | Mähren           |                               |
| Albert Ritter von Neuwall         | Mähren           |                               |
| Dr. Franz Ritter von Scharschmidt | Schlesien        |                               |
| Dr. Franz Hein                    | Schlesien        |                               |
| Wilhelm Ritter von Badenfeld      | Schlesien        |                               |
| Dr. Anton Demel                   | Schlesien        |                               |
| Karl Graf Londron                 | Kärnten          |                               |
| Adolf Ritter von Tschabuschnigg   | Kärnten          |                               |
| Dr. Josef Janesch                 | Kärnten          |                               |
| Josef Thaler                      | Kärnten          |                               |
| Andreas Graf Hohenwarth           | Krain            |                               |
| Anton Freiherr von Codelli        | Krain            |                               |
| Dr. Burger                        | Krain            | Advokat                       |
| Dr. Orel                          | Krain            | Advokat                       |
| Dr. Johannes Schuler              | Tirol            |                               |
| Dr. Alfred von Widmann            | Tirol            |                               |
| Dr. Johann Konrad Plattner        | Tirol            |                               |
| Theodor Freiherr von Sacken       | Tirol            | Schriftführer                 |